# Jeff Louis
Jeff Louis (Port-au-Prince, 8 augustus 1992) is een Haïtiaans voetballer die bij voorkeur als offensieve middenvelder speelt. Hij ondertekende op 20 juli 2015 een vierjarig contract bij SM Caen.

## Clubcarrière
Le Mans nam Louis in 2008 over van het Haïtiaanse AS Mirebalais. Hij debuteerde tijdens het seizoen 2010/11 voor Le Mans in de Ligue 2. In zijn eerste seizoen kwam hij tot zes optredens. In zijn tweede seizoen speelde hij 26 competitiewedstrijden voor Le Mans, wat hem een transfer opleverde naar eersteklasser AS Nancy, waar hij een driejarig contract tekende. Hij kwam tot 13 optredens en slaagde er niet om zich door te zetten bij Nancy. Daarbij degradeerde de club ook nog eens naar de Ligue 2.

## Clubstatistieken
| Seizoen | Club                | Land               | Competitie         | Competitie | Competitie | Beker | Beker | Internationaal | Internationaal | Totaal | Totaal |
| Seizoen | Club                | Land               | Competitie         | Wed.       | Dlp.       | Wed.  | Dlp.  | Wed.           | Dlp.           | Wed.   | Dlp.   |
| ------- | ------------------- | ------------------ | ------------------ | ---------- | ---------- | ----- | ----- | -------------- | -------------- | ------ | ------ |
| 2010/11 | Le Mans FC          | Vlag van Frankrijk | Ligue 2            | 5          | 1          | 0     | 0     | —              | —              | 5      | 1      |
| 2011/12 | Le Mans FC          | Vlag van Frankrijk | Ligue 2            | 26         | 1          | 3     | 0     | —              | —              | 29     | 1      |
| 2012/13 | AS Nancy            | Vlag van Frankrijk | Ligue 1            | 13         | 0          | 4     | 0     | —              | —              | 17     | 0      |
| 2013/14 | AS Nancy            | Vlag van Frankrijk | Ligue 2            | 29         | 12         | 1     | 1     | —              | —              | 30     | 13     |
| 2014/15 | AS Nancy            | Vlag van Frankrijk | Ligue 2            | 1          | 0          | 0     | 0     | —              | —              | 1      | 0      |
| 2014/15 | Standard Luik       | Vlag van België    | Jupiler Pro League | 27         | 3          | 1     | 0     | 7              | 0              | 35     | 3      |
| 2015/16 | SM Caen             | Vlag van Frankrijk | Ligue 1            | 18         | 1          | 1     | 0     | —              | —              | 19     | 1      |
| 2016/17 | SM Caen             | Vlag van Frankrijk | Ligue 1            | 5          | 0          | 0     | 0     | —              | —              | 5      | 0      |
| 2017/18 | SM Caen             | Vlag van Frankrijk | Ligue 1            | 0          | 0          | 1     | 0     | —              | —              | 1      | 0      |
| 2017/18 | → US Quevilly-Rouen | Vlag van Frankrijk | Ligue 2            | 11         | 2          | 0     | 0     | —              | —              | 11     | 2      |
| 2018/19 | SM Caen             | Vlag van Frankrijk | Ligue 1            | 0          | 0          | 0     | 0     | —              | —              | 0      | 0      |
| Totaal  | Totaal              | Totaal             | Totaal             | 135        | 20         | 11    | 1     | 7              | 0              | 153    | 21     |

## Interlandcarrière
Louis werd geboren in de Haïtiaanse hoofdstad Port-au-Prince. In 2011 debuteerde hij voor Haïti.